# Château d'Essarois
 (avril 2023).
- Si vous ne connaissez pas le sujet, laissez ce bandeau (vous pouvez alors contacter les auteurs).
- Si vous supprimez le contenu mis en cause (vous pouvez préalablement contacter les auteurs),

argumentez précisément cette suppression dans la page de discussion
(un manque de référence n'est pas un argument ; une recherche réelle de référence doit avoir été effectuée, être formellement documentée).
Le château d'Essarois est un château situé à Essarois, dans le département de la Côte-d'Or.

## Localisation
Le château est situé dans la partie nord-ouest du chef-lieu.

## Historique
Le corps de logis est construit au XVIe siècle par Jean Gaillard, seigneur de Maisey et Montigny-Montfort. Louise de Moléon, veuve de Joachim de Chastenay, acquiert le château en 1611. La famille de Chastenay, propriétaire du château jusqu'au XIXe siècle, le fait agrandir et remanier aux XVIIe siècle et XVIIIe siècle.
Ce monument fait l’objet d’une inscription au titre des monuments historiques depuis le 24 janvier 1947.

## Architecture
Le château présente de nos jours une organisation en L de bonnes dimensions composée d'un corps de logis moderne dont la façade principale est tournée au sud face au village, d'une aile moderne en retour d'angle à gauche et d'une tour carrée à quatre niveaux sur l'angle nord-ouest de cette aile. Cette tour est garnie sur sa façade externe de trois canonnières à ébrasement externe ovale : une au rez-de-chaussée et deux au troisième étage. Le pavillon d'entrée défensif s'ouvre sur une allée de marronniers.